# Sympiesis festiva
Sympiesis festiva is een vliesvleugelig insect uit de familie Eulophidae. De wetenschappelijke naam is voor het eerst geldig gepubliceerd in 1981 door Storozheva.